# Le Christ présenté au peuple par Pilate
Le Christ présenté au peuple par Pilate ou Ecce Homo (en espagnol : Cristo presentado al pueblo) est un tableau du peintre flamand Quentin Metsys, peint entre 1518 et 1520 et conservé au Musée du Prado, à Madrid.

## Description
Le tableau représente Ponce Pilate, qui amène le Christ sur le balcon du Prétoire de Jérusalem. Tout l'espace est rempli de figures et d'éléments d'architecture. Metsys dépeint cette scène du bas, comme s'il plaçait le spectateur au même niveau que le public réuni pour le procès, le rendant témoin. À la solution spatiale tendue de la composition, le réalisme s'ajoute dans le dessin du portrait des Juifs et des soldats, atteignant le grotesque, et portant une connotation clairement satirique. Seuls Jésus et Pilate ont l'air calmes, mais l'indifférence du préfet contraste avec l'expression d'humble souffrance sur le visage de Jésus. En arrière-plan se trouve un groupe sculptural symbolisant la Miséricorde.